# بوليرو (لون غنائي)
بوليرو هو نوع غنائي نشأ في شرق كوبا في أواخر القرن التاسع عشر كجزء من تقليد تروفا. لا علاقة له بالرقصة الإسبانية القديمة التي تحمل نفس الاسم، ويتميز غناء البوليرو بكلمات متطورة وفق تيمة الحب والعشق. وقد أطلق عليها اسم «الأغنية الرومانسية لأمريكا اللاتينية في القرن العشرين».

## تأريخ

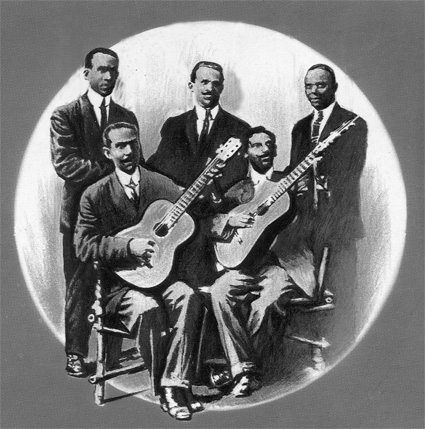
بيبي سانشيز (غيتار، يسار) وإميليانو بليز (تريس) مع ثلاثة مطربين (واقفين)

في كوبا، ربما كانت البوليرو أول توليفة موسيقية وصوتية كوبية تنال اعترافًا عالميًا. ففي غضون 24 مرة، انتشرت موسيقى الرقص هذه إلى بلدان أخرى، تاركة وراءها ما أطلق عليه إد موراليس «التقليد الغنائي الأكثر شعبية في أمريكا اللاتينية».
نشأ تقليد البوليرو الكوبي في سانتياغو دي كوبا في الربع الأخير من القرن التاسع عشر؛ حيث تكونت مجموعة من الموسيقيين المتجولين الذين كانوا يتنقلون لكسب قوتهم من خلال الغناء والعزف على الجيتار ولا يرجع أصله إلى الموسيقى والأغنية الإسبانية التي تحمل الاسم نفسه.
يُعرف بيبي سانشيز بأنه عراب غناء وموسيقى التروفا التقليدية ومبتكر البوليرو الكوبي.